# Król Klaudiusz
Król Klaudiusz – postać fikcyjna ze sztuki Hamlet Williama Szekspira, król Danii, mąż Gertrudy, stryj Hamleta, bratobójca i królobójca.
Otruł poprzednika, swego brata Hamleta ojca, by samemu zasiąść na tronie. W sztuce nie jest jasno określone, dlaczego władzy nie przejął prawowity następca tronu, książę Hamlet. Klaudiusz dopuszcza się także kazirodztwa, bo tak w ówczesnych czasach postrzegano małżeństwo z owdowiałą szwagierką. Możliwe, że Gertruda była kochanką Klaudiusza jeszcze za życia pierwszego męża. Akcja dramatu sugeruje także, że królowa mogła brać udział w królobójstwie, ale Szekspir nie udziela jasnej odpowiedzi na te zarzuty. Początkowo nowy król chce zdobyć sympatię tytułowego bohatera, m.in. przy pomocy Poloniusza pragnie uczynić jego kochanką Ofelię. Jednak na wieść o szaleństwie księcia zleca go szpiegować. W tym celu wzywa z Wittenbergi Rozenkranca i Gildensterna. Za ich sprawą zaczyna podejrzewać, że Hamlet wie o jego zbrodni. Jego obawy potwierdza sztuka wystawiona przez bratanka – Zabójstwo Gonzagi. Mimo iż przedstawienie to budzi w królu wyrzuty sumienia, postanawia zabić Hamleta. Wysyła księcia z listem do króla Anglii, w którym proponuje wyspiarskiemu monarsze sojusz w zamian za pozbycie się bratanka. Hamlet jednak poznaje prawdę i fałszuje list. Tymczasem w Danii Laertes, w odwecie za zamordowanie ojca i doprowadzenie siostry do szaleństwa i samobójstwa, wznieca rebelię. Próbuje zabić Klaudiusza, ale dowiaduje się od niego, że to Hamlet jest winny jego rodzinnej tragedii. Hamlet po powrocie do kraju udaje się na pogrzeb Ofelii, gdzie Laertes wyzywa go na pojedynek. Obaj młodzieńcy giną od nasączonych trucizną szpad. Królowa umiera wypiwszy wino przeznaczone dla jej syna, a zatrute przez Klaudiusza. Sam król ginie od szpady umierającego księcia.
Postać Klaudiusza to klasyczny przykład szekspirowskiego zbrodniarza. Podobnie jak Makbet i Ryszard III zostaje królem po zamordowaniu swojego poprzednika i ma z tego powodu wyrzuty sumienia. Nie nawraca się jednak z tego powodu na dobrą drogę i planuje kolejne morderstwa. Jest dwulicowym socjopatą, który nie liczy się z niczym w drodze do obranego celu. Jednak ma też swoje zalety. Kochał bezinteresownie Gertrudę, a swojemu krajowi przyniósł bardzo korzystny sojusz z Norwegią.